# Salwador na Letnich Igrzyskach Olimpijskich Młodzieży 2010
Salwador na Letnich Igrzyskach Olimpijskich Młodzieży w Singapurze w 2010 reprezentował 1 sportowiec.

## Tenis stołowy
- Luis Mejia